# E/A比值

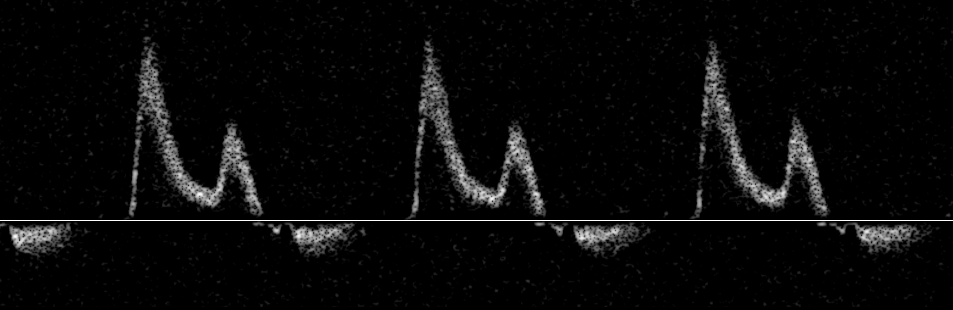
三个心动周期的超声多普勒图，前一个峰为E峰，后一个峰为A峰，其高度比值为E/A比值，回流终点至E峰起点为等容收缩时间，A峰终点至回流起点为等容舒张时间

E/A比值（英語：E/A ratio）是超声心动图中，心室舒张功能的标志， 是心尖四腔截面中心房到心室血流图中的早期舒张峰（E峰）和心房收缩峰 （A峰）的比值，可通过多普勒超声测量计算，能反映早期的心脏功能受损。